# 埼玉県道87号上尾久喜線

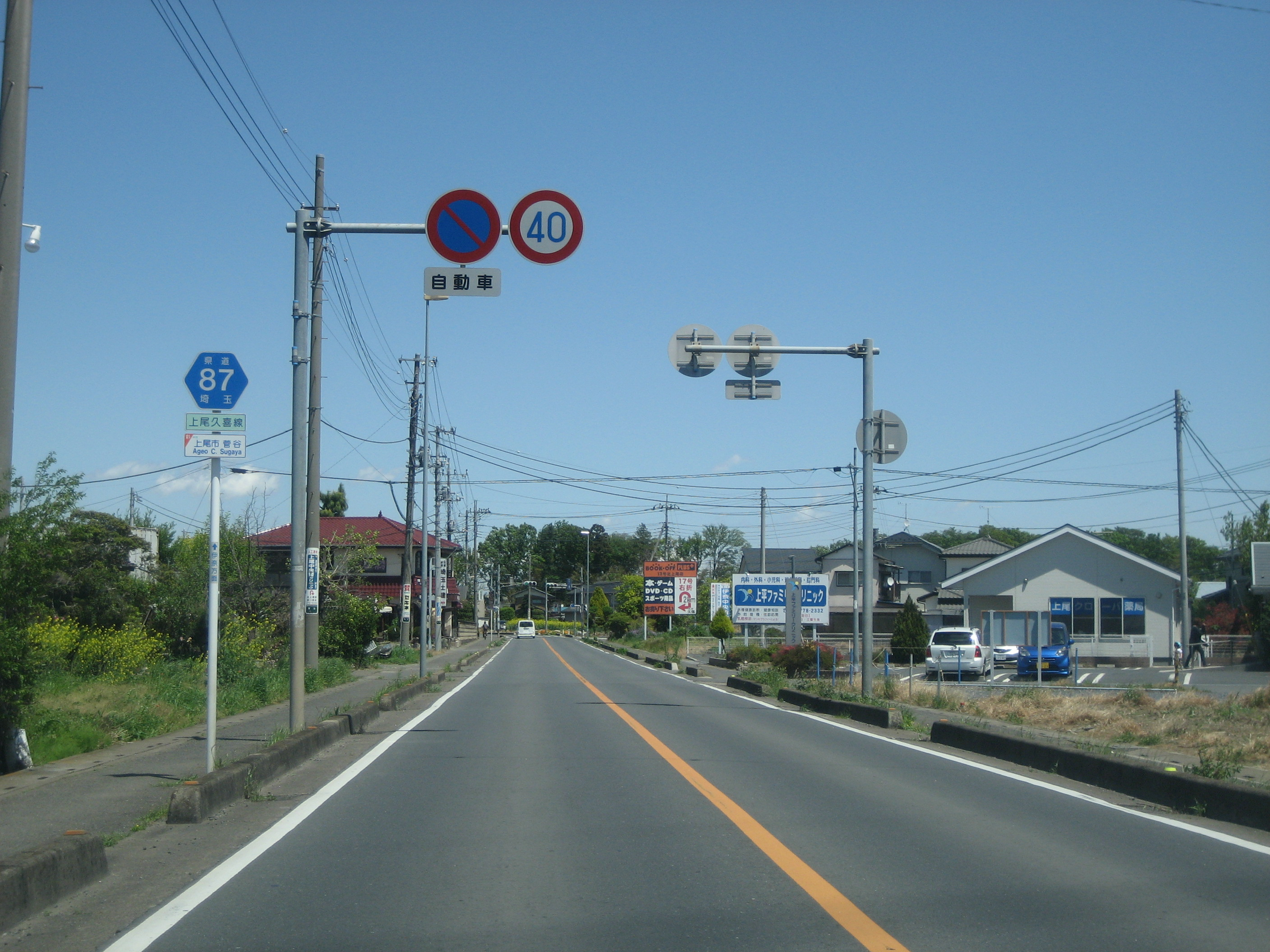
上尾市菅谷付近
なお、この区間は30年ぐらい前に移転した区間で直ぐ横に並行している小道が旧道である。

埼玉県道87号上尾久喜線（さいたまけんどう87ごう あげおくきせん）は、埼玉県上尾市から埼玉県久喜市に至る主要地方道である。

## 路線概要
上尾市内は「べにばな通り」という愛称がつけられている。
白岡市から久喜市にかけては狭隘区間が存在する。この区間を回避し、真っ直ぐなバイパスを建設する計画が存在する。ただし、この区間は国道122号と工業団地を通る道と埼玉県道3号さいたま栗橋線でカバーすることが出来る。

## 起点・終点
- 起点：埼玉県上尾市（国道17号交点）
- 終点：埼玉県久喜市（埼玉県道85号春日部久喜線交点）
- 路線延長：12,752m

## 地理

### 通過する自治体
- 埼玉県
  - 上尾市 - 北足立郡伊奈町 － 蓮田市 - 白岡市 - 久喜市

### 交差する主な道路
| 交差する道路                      | 交差する道路              | 交差点名   | 所在地 | 最高速度 (km/h) |
| --------------------------------- | ------------------------- | ---------- | ------ | --------------- |
| 埼玉県道323号上尾環状線・川越方面 |                           |            |        |                 |
| 国道17号                          | 国道17号                  | 久保       | 上尾市 | 40              |
| 埼玉県道311号蓮田鴻巣線           |                           | 六道       | 伊奈町 | 40              |
| 埼玉県道5号さいたま菖蒲線         | 埼玉県道5号さいたま菖蒲線 | 寿3丁目    | 伊奈町 | 40              |
| （学園通り）                      | （いな穂街道）            | 伊奈学園前 | 伊奈町 | 60 （法定速度） |
| 埼玉県道77号行田蓮田線            | 埼玉県道77号行田蓮田線    | 井沼       | 蓮田市 | 50              |
| 国道122号                         | 国道122号                 | 根金       | 蓮田市 | 40              |
| 埼玉県道78号春日部菖蒲線          | 埼玉県道78号春日部菖蒲線  | 樋の口     | 久喜市 | 40              |
| 埼玉県道3号さいたま栗橋線         | 埼玉県道3号さいたま栗橋線 | 下早見     | 久喜市 | 40              |
| 埼玉県道162号蓮田白岡久喜線       |                           |            | 久喜市 | 40              |
| 埼玉県道85号春日部久喜線          | 埼玉県道85号春日部久喜線  | 南4丁目    | 久喜市 | 40              |

### 重複する区間
- 埼玉県道311号蓮田鴻巣線（六道交差点 - 寿3丁目交差点）

### 交差する鉄道と河川
| 交差する鉄道・河川                     | 交差点名               | 所在地 |
| -------------------------------------- | ---------------------- | ------ |
| 芝川                                   | 橋架はなし。地下で交差 | 上尾市 |
| 原市沼川                               | 菅谷橋                 | 上尾市 |
| 埼玉新都市交通伊奈線（ニューシャトル） |                        | 伊奈町 |
| 上越新幹線                             |                        | 伊奈町 |
| 綾瀬川                                 | 榎戸橋                 | 伊奈町 |
| 綾瀬川                                 | 榎戸橋                 | 蓮田市 |
| 見沼代用水                             | 徒行橋                 |        |
| 元荒川                                 | 根金橋                 |        |
| 元荒川                                 | 根金橋                 | 白岡市 |
| 隼人堀川                               | 根金小橋               |        |
| 星川                                   | 星川橋                 |        |
| 黒沼用水                               | 正楽寺橋               | 久喜市 |
| 庄兵衛堀川                             | 庄兵衛堀橋             | 久喜市 |
| 姫宮落川                               | 笠原橋                 | 久喜市 |
| 笠原沼用水                             |                        | 久喜市 |
| 備前堀川                               | 大橋                   | 久喜市 |
| 備前前堀川                             | 宮前大橋               | 久喜市 |
| 新川用水                               |                        | 久喜市 |

### 沿道の主な施設
| 施設                                         | 所在地 |
| -------------------------------------------- | ------ |
| 埼玉県中央青果市場                           | 上尾市 |
| 上尾市立上平小学校                           | 上尾市 |
| 上尾市上平公民館                             | 上尾市 |
| 上尾税務署                                   | 上尾市 |
| 埼玉県上尾地方庁舎                           | 上尾市 |
| 伊奈町立小針小学校                           | 伊奈町 |
| 羽貫駅（埼玉新都市交通伊奈線）               | 伊奈町 |
| 伊奈町町制施行記念公園                       | 伊奈町 |
| 埼玉県立伊奈学園中学校・伊奈学園総合高等学校 | 伊奈町 |
| 蓮田清水工業団地                             | 蓮田市 |
| 白岡工業団地                                 | 白岡市 |
| 久喜市総合運動公園                           | 久喜市 |
| 久喜市立江面第一小学校                       | 久喜市 |
| 久喜総合文化会館                             | 久喜市 |

## ギャラリー

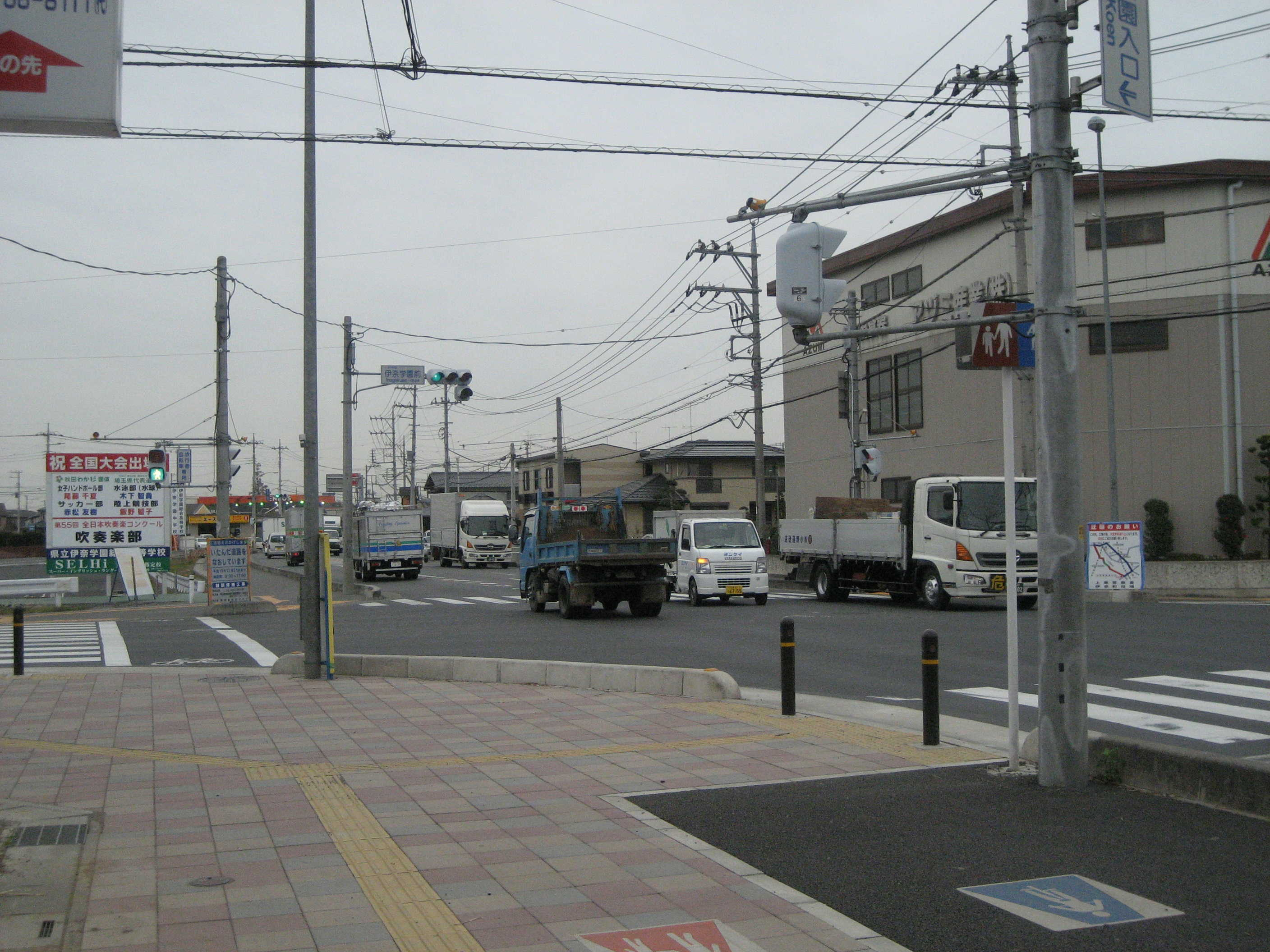
北足立郡伊奈町 伊奈学園前交差点 なお、この区間は30年ぐらい前に移転した区間で直ぐ横に並行している小道が旧道である。
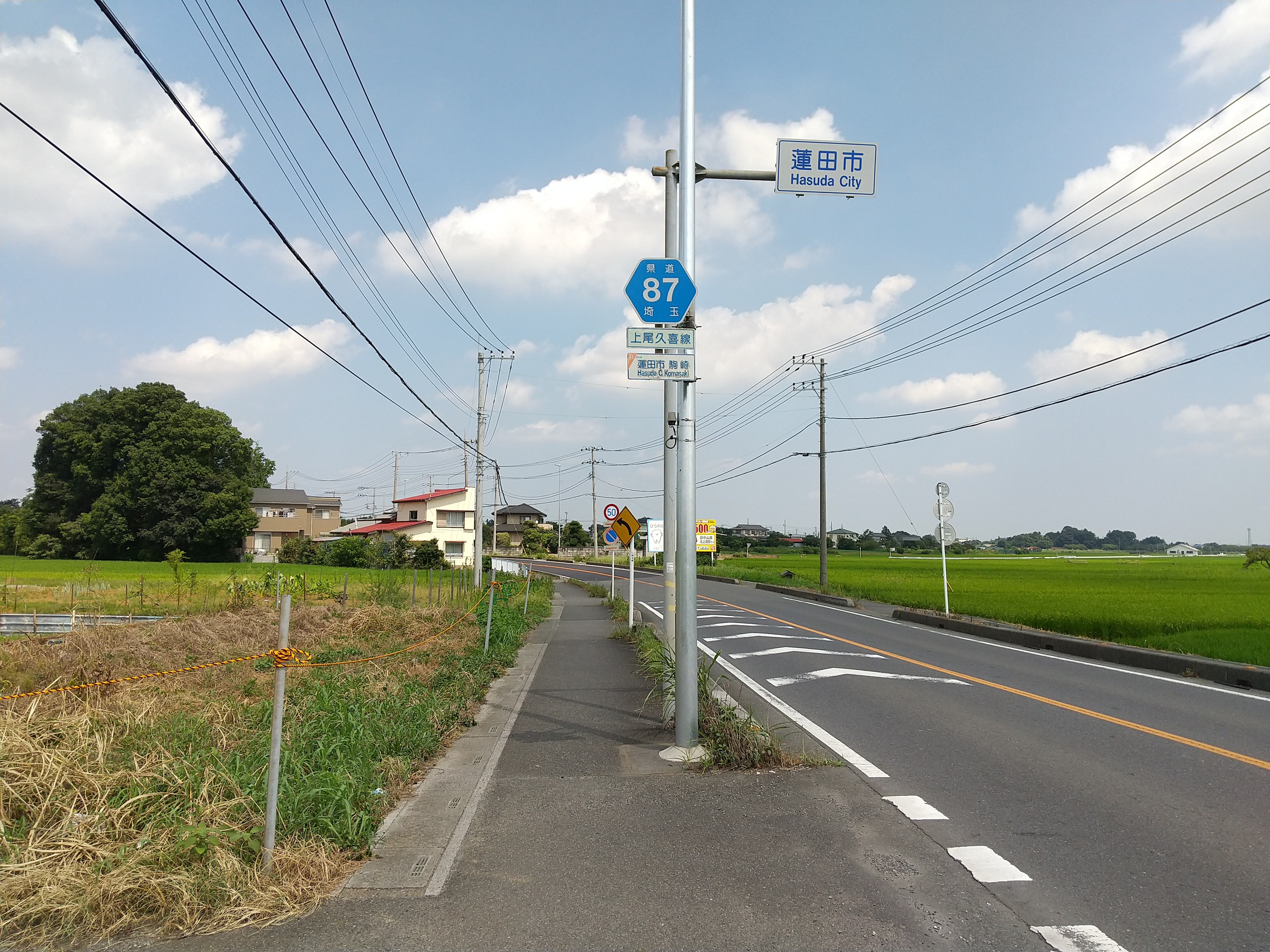
蓮田市駒崎付近
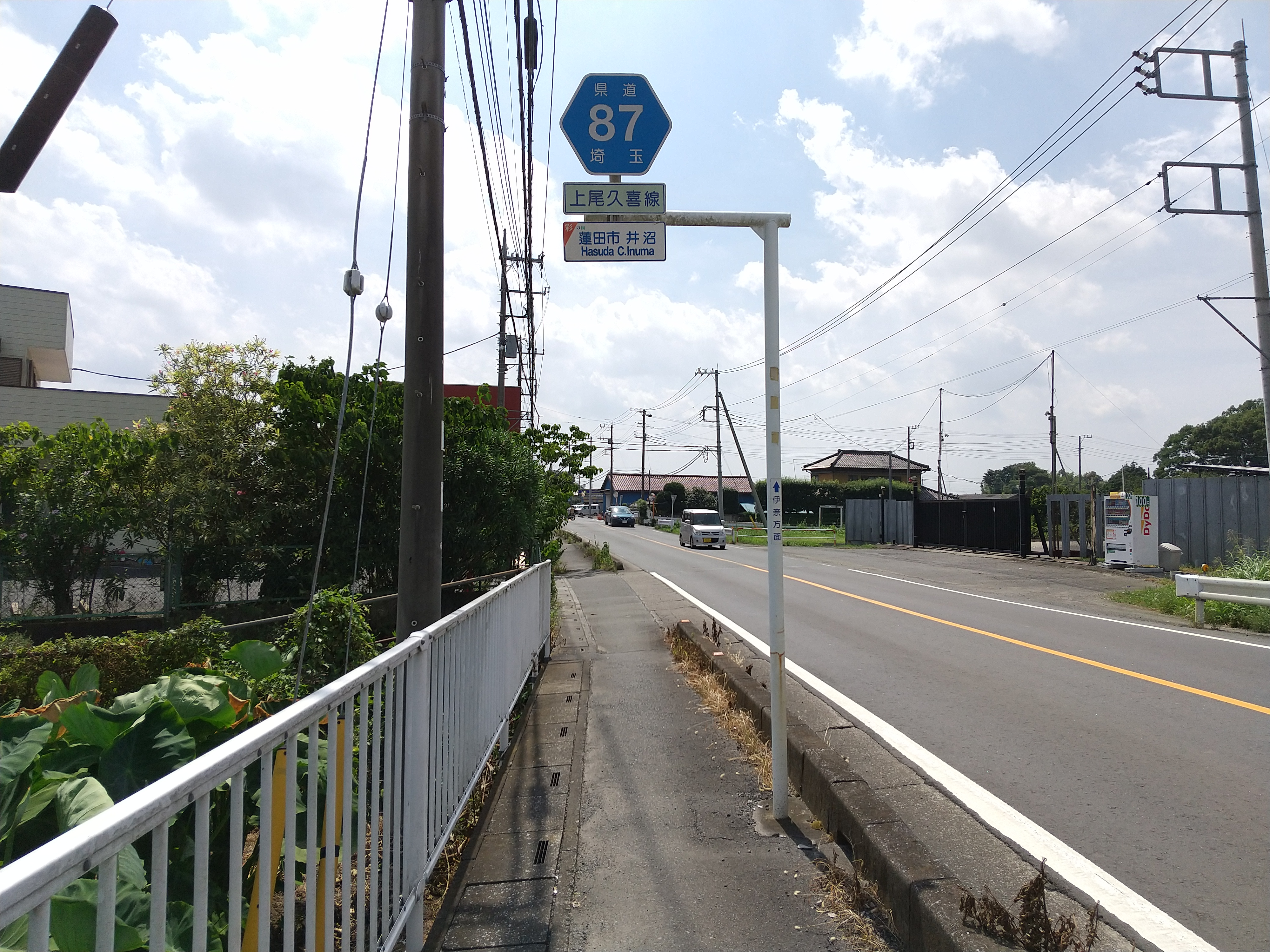
蓮田市井沼付近
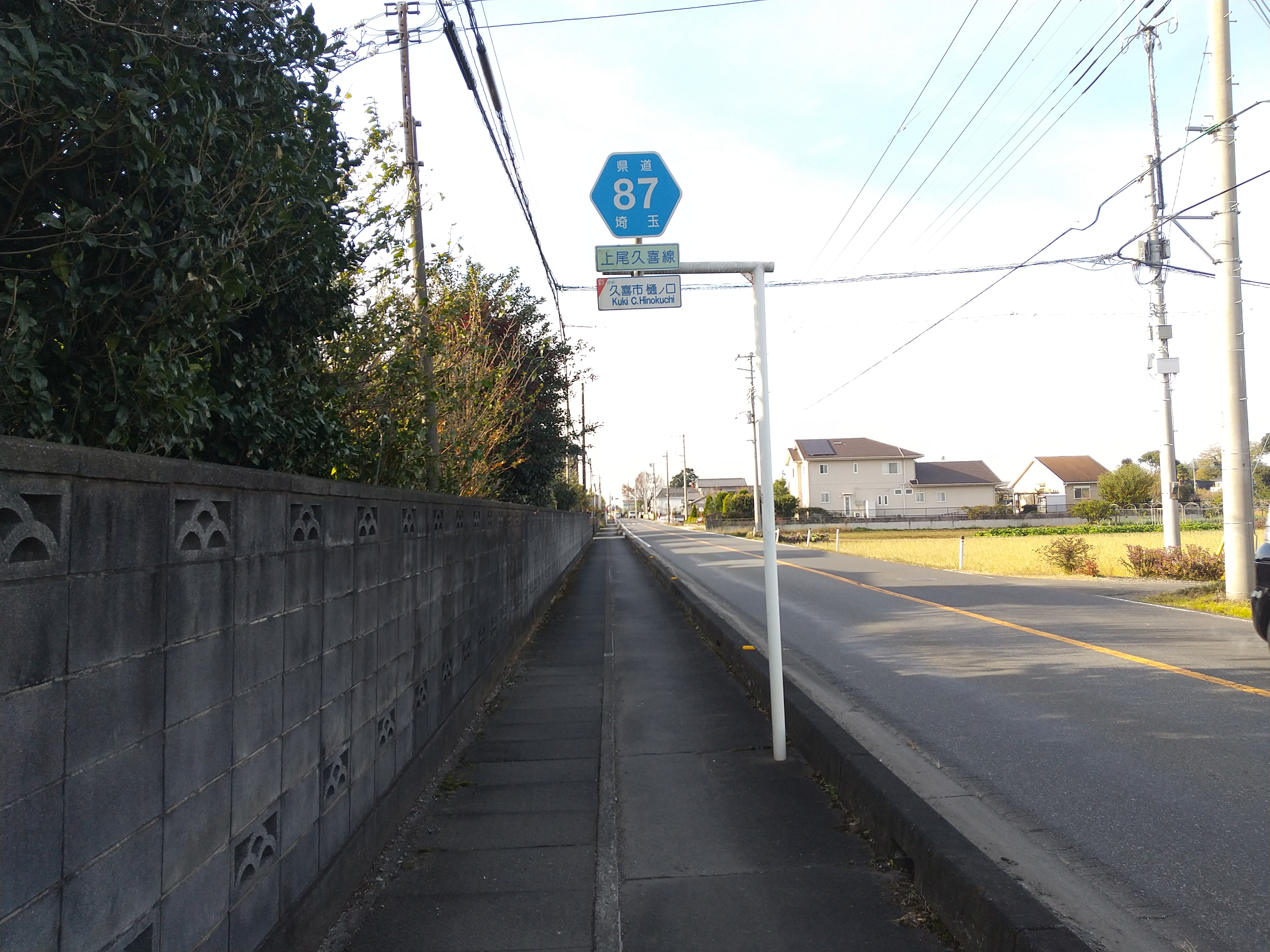
久喜市樋ノ口付近 この区間は狭隘区間となる。
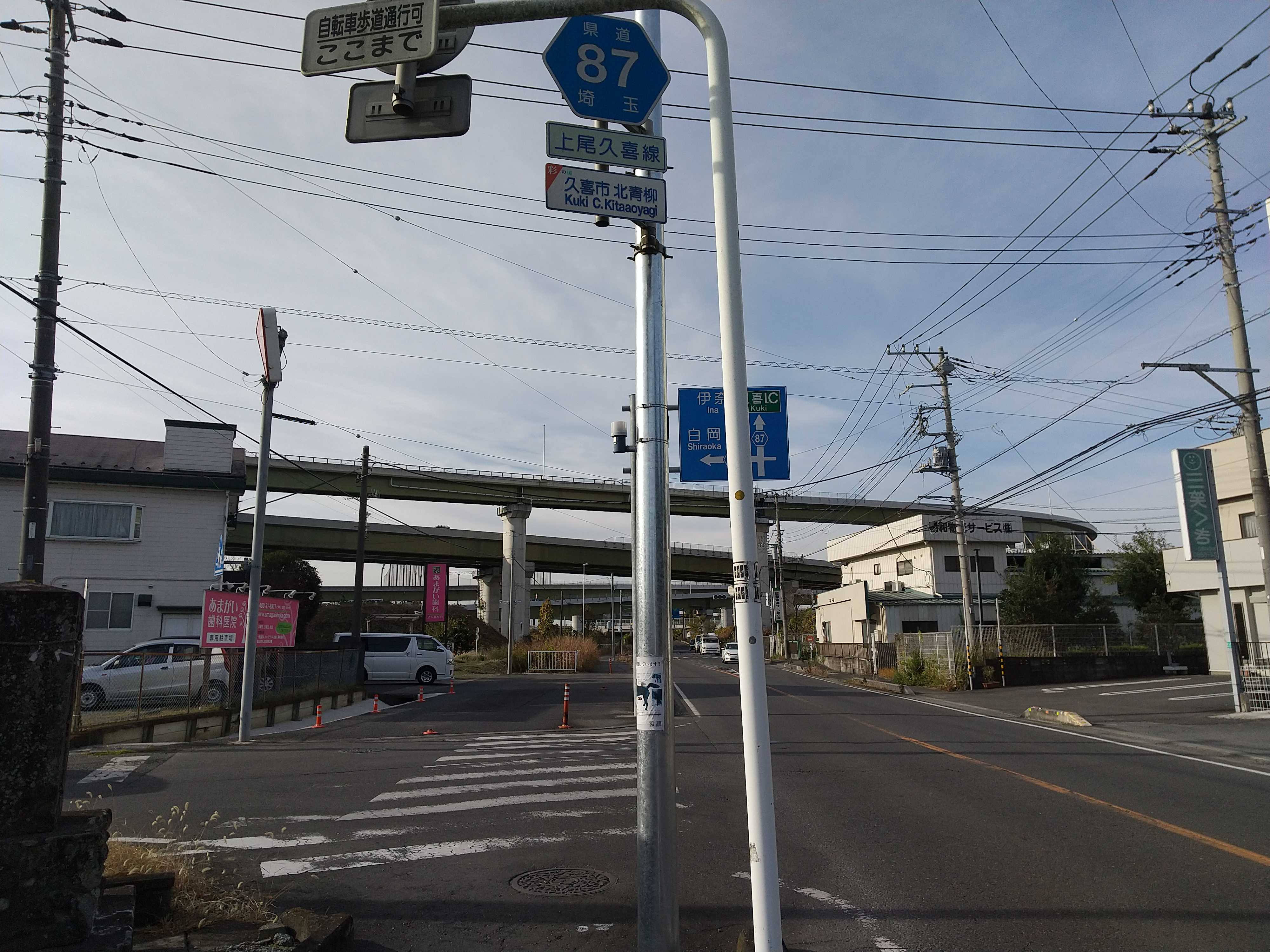
久喜市北青柳付近